# 24 Hores de Montjuïc 1961
L'edició de 1961 de les 24 Hores de Montjuïc fou la 7a d'aquesta prova, organitzada per la Penya Motorista Barcelona al Circuit de Montjuïc el cap de setmana del 1 i 2 de juliol. Era la segona prova de la Copa FIM de resistència d'aquell any.

## Classificació general
| Posició | Pilot 1                | Pilot 2          | Motocicleta | Voltes | Km        | Km/h   |
| ------- | ---------------------- | ---------------- | ----------- | ------ | --------- | ------ |
| 1       | Norman Price           | Peter Darvill    | BMW 600     | 613    | 2.325,550 | 96,897 |
| 2       | Enzo Rippa             | Ricard Fargas    | Ducati      | 605    | 2.293,983 | 95,582 |
| 3       | Peter Inchley          | Robin Good       | Ariel       | 575    | 2.182,907 | 90,954 |
| 4       | René Vasseur           | Claude Guillotin | BMW         | 571    | 2.165,857 | 90,244 |
| 5       | Jaume Bordoy           | Manuel Traver    | Bultaco     | 561    | 2.126,948 | 88,622 |
| 6       | Joan Sobrepera "Tiger" | José Medrano     | Bultaco     | 553    | 2.099,321 | 87,741 |
| 7       | Josep Maria Busquets   | César Gracia     | Montesa     | 552    | 2.094,319 | 87,263 |
| 8       | Antoni Del Castillo    | "Japonès"        | Bultaco     | 533    | 2.022,300 | 84,262 |
| 9       | J. Bauer               | Albert Pfuhl     | Heinkel     | 506    | 1.919,164 | 79,965 |
| 10      | Manolo Larratea        | Angel Molina     | Bultaco     | 501    | 1.900,321 | 79,180 |

### Per marques
| Posició | Marca   |
| ------- | ------- |
| 1       | Ducati  |
| 2       | Bultaco |
| 3       | Montesa |

## Guanyadors per categories

El Circuit de Montjuïc

| Categoria | Pilot 1      | Pilot 2       | Motocicleta | Voltes | Km        | Km/h   |
| --------- | ------------ | ------------- | ----------- | ------ | --------- | ------ |
| 125 cc    | Jaume Bordoy | Manuel Traver | Bultaco     | 561    | 2.126,948 | 88,622 |
| 250 cc    | Enzo Rippa   | Ricard Fargas | Ducati      | 605    | 2.293,983 | 95,582 |
| +250 cc   | Norman Price | Peter Darvill | BMW         | 613    | 2.325,550 | 96,897 |

## Trofeus addicionals
| Trofeu                                      | Guanyador                          | Punts |
| ------------------------------------------- | ---------------------------------- | ----- |
| Trofeu Juan Antonio Samaranch               | Norman Price - Peter Darvill       | 74    |
| Trofeu Conrado Cadirat per equips de marca  | BMW                                | 5     |
| VII Trofeu "Centauro" de El Mundo Deportivo | BMW (Norman Price - Peter Darvill) | -     |